# Майло (тауншип, Миннесота)
Майло (англ. Milo) — тауншип в округе Мил-Лакс, Миннесота, США. На 2000 год его население составило 1076 человек.

## География
По данным Бюро переписи населения США площадь тауншипа составляет 90,2 км², из которых 90,2 км² занимает суша, водоёмов нет.

## Демография
По данным переписи населения 2000 года здесь находились 1076 человек, 361 домохозяйство и 294 семьи.  Плотность населения —  11,9 чел./км².  На территории тауншипа расположена 371 постройка со средней плотностью 4,1 построек на один квадратный километр. Расовый состав населения: 98,33 % белых, 0,19 % афроамериканцев, 0,37 % коренных американцев, 0,09 % азиатов, 0,46 % — других рас США и 0,56 % приходится на две или более других рас. Испанцы или латиноамериканцы любой расы составляли 1,67 % от популяции тауншипа.
Из 361 домохозяйства в 41,8 % воспитывались дети до 18 лет, в 71,7 % проживали супружеские пары, в 5,8 % проживали незамужние женщины и в 18,3 % домохозяйств проживали несемейные люди. 14,1 % домохозяйств состояли из одного человека, при том 5,3 % из — одиноких пожилых людей старше 65 лет. Средний размер домохозяйства — 2,98, а семьи — 3,31 человека.
31,8 % населения — младше 18 лет, 7,5 % — в возрасте от 18 до 24 лет, 28,8 % — от 25 до 44, 22,5 % — от 45 до 64, и 9,4 % — старше 65 лет. Средний возраст — 36 лет. На каждые 100 женщин приходилось 109,7 мужчин.  На каждые 100 женщин старше 18 приходилось 108,5 мужчин.
Средний годовой доход домохозяйства составлял 44 868 долларов, а средний годовой доход семьи —  49 250 долларов. Средний доход у мужчин —  31 250  долларов, в то время как у женщин — 20 766. Доход на душу населения составил 18 327 долларов. За чертой бедности находились 6,8 % семей и 8,7 % всего населения тауншипа, из которых 9,7 % младше 18 и 13,3 % старше 65 лет.